# 3205 Boksenberg
3205 Boksenberg este un asteroid din centura principală, descoperit pe 25 iunie 1979 de Eleanor Helin și Schelte Bus.